# Maybach Zeppelin
Maybach Zeppelin är en personbil, tillverkad av den tyska biltillverkaren Maybach mellan 1929 och 1939.

## Maybach Zeppelin
Maybach introducerade sin tolvcylindriga toppmodell 1929 under namnet Maybach 12. Redan året därpå fick den tillnamnet Zeppelin för att minna om Ferdinand von Zeppelins luftskepp som drevs av Maybach-motorer. 1930 kom även en större version med åttalitersmotor. Från 1934 tillverkades bara den stora DS8-modellen.
Maybachs V-motor hade stötstångsmanövrerade toppventiler och sjulagrad vevaxel. Chassit hade stela axlar med halvelliptiska bladfjädrar och mekaniska bromsar med vakuumservo. Maybach hade konstruerat en växellåda av förväljartyp. Kopplingen användes bara vid start och stopp. Växlarna valdes via ett reglage på rattstången. Själva växelbytet skedde sedan när föraren släppte gaspedalen.

## Motor
| Modell | Motor              | Cylindervolym | Effekt | Bränslesystem    |
| ------ | ------------------ | ------------- | ------ | ---------------- |
| DS7    | 12-cyl V-motor ohv | 6962 cm³      | 150 hk | Dubbla förgasare |
| DS8    | 12-cyl V-motor ohv | 7922 cm³      | 200 hk | Dubbla förgasare |